# 焦东街道
焦东街道，是中华人民共和国河南省焦作市山阳区下辖的一个乡镇级行政单位。

## 行政区划
焦东街道下辖以下地区：
东花园社区、六号院社区、松鹤园社区和新东苑社区。